# 古伦县
古伦县，一译谷良县，是柬埔寨柏威夏省下辖的一个县。柬埔寨华人称之为荔枝县。
据1998年人口普查，此县共有13,829人。